# Штефаник, Самуэл
Са́муэл Штефа́ник (словац. Samuel Štefánik; 16 ноября 1991, Бановце-над-Бебравоу, Чехословакия) — словацкий футболист, полузащитник клуба «Железиарне». Выступал в сборной Словакии.

## Клубная карьера
2 сентября 2013 года Штефаник перешёл из «Тренчина» в НЕК, подписав 4-летний контракт. 15 сентября он дебютировал за НЕК, отличившись дублем в матче с «Фейеноордом» (3:3).

## Международная карьера
В августе 2013 года Штефаник был вызван в сборную Словакии после назначения новым главным тренером Яна Козака. 14 августа Самуэл впервые надел футболку национальной команды в матче с Румынией (1:1), выйдя на замену вместо Марека Гамшика.